# Ernesto Lomasti
Ernesto Lomasti (Udine, 29 ottobre 1959 – Arnad, 12 giugno 1979) è stato un alpinista italiano.

## Biografia

### Infanzia
Ernesto Lomasti nasce all'ospedale di Udine da genitori residenti a Pontebba. La madre, Luciana Romei, è una pontebbana che lavora presso le Poste. Il padre Marcello, ufficiale degli Alpini, proviene da Firenze da famiglia di ascendenze ungheresi (il cognome Lomastiscs era stato italianizzato durante il Ventennio). Già durante l'infanzia Ernesto dimostra un temperamento timido e tranquillo. Di corporatura esile e per nulla prestante fisicamente, viene soprannominato Cartuccia.
Comincia a frequentare le montagne in tenera età con parenti ed amici. Come regalo per la licenza di terza media viene condotto in cima al Jôf di Montasio dalla guida Bruno Contin, che rimarrà una figura di riferimento nella sua attività successiva, incontrando al ritorno l'alpinista che ammira di più, Ignazio Piussi.

### Inizi dell'attività alpinistica
I suoi esordi alpinistici veri e propri avvengono nel 1974. Con un gruppo di amici di pochi anni più vecchi affronta in maniera improvvisata alcune vie facili (II-III grado) della zona. Contemporaneamente inizia un regolare e metodico programma di allenamento, autoimposto, che in un paio d'anni ne trasformerà il gracile fisico.
Già l'anno successivo, il 3 agosto 1975, con gli amici Vittorio Di Marco, Sandro Piussi ed Emilio Di Marco, apre una via nuova di III/IV grado sulla Creta di Pricot, nel gruppo del Monte Cavallo di Pontebba/Rosskofel, dedicata a Mario Pesamosca, caduto in montagna. Dello stesso anno è la ripetizione della fessura Comici alla parete nord della Cima di Riofreddo.
Arrampica anche in inverno, il 5 gennaio 1976 compie ad esempio la prima invernale del monotiro che costituisce la via Tinivella al "Vescovo di Brucken" (torrione di cresta del Monte Bruca che in buona parte crollerà pochi mesi dopo, nel Terremoto del Friuli del 1976). Nella stagione estiva compie diverse ripetizioni, come la Deye-Peters alla Torre delle Madri dei Camosci (della quale compirà la terza solitaria due anni dopo, preceduto solo da Ignazio Piussi ed Enzo Cozzolino), alcune solitarie e la partecipazione all'apertura di due vie di V+ sulla Cresta di Pricot.

### La maturità alpinistica
Nel 1977 si ha la definitiva maturazione alpinistica di Lomasti. Pur nella carenza di attrezzatura alpinistica e autonomia, non possedendo mezzi di trasporto, mantiene un approccio sistematico e rigoroso, dimostrando altresì una ferma ostinazione nel raggiungimento degli obiettivi che si pone. Tra luglio ed agosto conduce da capocordata l'apertura di vie assai impegnative, dichiarandole di VI grado, come la parete est del Monte Cavallo (con Ceccon, oggi VI+, che ripeterà in solitaria l'anno successivo) e lo spigolo sud dell'inviolata parete della Torre Winkel (con Sandro Piussi, in due ascensioni separate per completare il difficile muro finale). Ripeterà entrambe in solitaria l'anno successivo. Compie inoltre la solitaria alla Deye-Peters e la prima solitaria alla via Piussi sulla Cima del Vallone.
Convintosi così delle proprie capacità, osa avventurarsi nella prima solitaria (nonché prima ripetizione italiana) al temuto diedro Cozzolino sul Piccolo Mangart di Coritenza, superandolo in giornata. L'impresa gli garantisce un certo eco sulla stampa locale.

### Il settimo grado
Si tratta delle prime occasioni in cui si spinge oltre il VI grado, ai tempi il massimo grado ufficialmente riconosciuto in arrampicata libera. Il 1977 può altresì essere considerato l'anno della svolta in Europa: Reinhard Karl supera la Pumprisse sul Fleischbank, nei Monti del Kaiser, ascensione che l'anno successivo verrà accettata come prima salita ufficiale di VII grado nelle Alpi, sebbene fosse già stata preceduta da altri exploit poi riconsiderati superiori al sesto grado.
Lomasti, utilizzando comunque gli scarponi e non le scarpette da arrampicata, sarà tra i primi ad oltrepassare sistematicamente tale limite, con scarsissime protezioni ed anche in solitaria, malgrado dichiari le sue realizzazioni più estreme VI+.
L'ennesimo disguido con un compagno di salita, causato dalla sordità da un orecchio che lo affligge dall'infanzia (scoperto solo più tardi e probabilmente dovuto a una caduta), lo convince ad operarsi alla fine di agosto 1977. Dopo solo un mese e mezzo riprende l'attività in montagna. Tuttavia i problemi di salute si ripresentano in forma di labirintite, causata da un'infezione post-operatoria, che lo blocca per mesi.
Nel marzo 1978 Lomasti apre la sua stagione più feconda con l'ascensione in condizioni invernali della Bulfoni-Perissutti al Pan di Zucchero e con la prima ripetizione, in solitaria, della via da lui aperta sulla Torre Winkler. Seguono una serie di ripetizioni, spesso in solitaria, alcune di rilievo assoluto come la Piussi-Perissutti alla Veunza (prima solitaria) e la prima ripetizione italiana alla via di Piussi sul pilastro Nord del Piccolo Mangart (con De Rovere, Simonetti e Curci). Il 6 agosto 1978 apre con Ceccon sulla nord-est del Monte Cavallo la "via dei Finanzieri", dedicata a due Fiamme Gialle perite in una slavina.
Ernesto si sente pronto per un progetto che da tempo cova in mente: una prima ascensione in solitaria sulla parete nord del Piccolo Mangart di Coritenza. Il 16 agosto, portando con sé l'attrezzatura da bivacco rivelatasi superflua, apre una diretta in totale arrampicata libera e usando solo 6 chiodi, con 800 m oggi valutati di V e VI continuo con passaggi di VII-. Nella sua relazione si limita però a dichiarare "difficoltà estreme".
In una breve intervista trasmessa al Giornale Radio Rai regionale nel ferragosto 1977 aveva dichiarato che la sua attività solitaria era dovuta anche alla mancanza di un compagno disponibile ad affrontare tali difficoltà. Nella primavera del 1978 ne ha incontrato uno nella palestra di roccia di Illegio. Si tratta del giovanissimo Roberto Mazzilis di Tolmezzo, che ha iniziato ad arrampicare da un solo anno ma sarà considerato tra i migliori alpinisti italiani degli anni ottanta e nominato accademico del C.A.I. nel 1986.
Con lui costituisce una cordata fortissima che ha il tempo di esprimersi solo su poche vie di alta difficoltà, superate con uso ristrettissimo di mezzi di assicurazione. Il 17 settembre i due compiono la prima ripetizione italiana della Piussi-Bulfon sul Piccolo Mangart, mentre tra il 30 settembre e il 7 ottobre aprono tre impegnative, seppur brevi, vie di placca sulla Creta di Pricot e sulla Creta di Pricotic.
Hanno però già compiuto l'impresa forse più difficile, superando il 3 settembre l'evidente fessura che solca la strapiombante e marcia parete dell'anticima nord di Cima Grande della Scala. La parete ha già respinto alpinisti illustri come Comici, Piussi e Cozzolino. Caratterizzata dall'impossibilità di ritirarsi dopo un ultimo chiodo a pressione piantato a circa 40 metri di altezza durante i tentativi precedenti e dall'instabilità della roccia, la via viene dichiarata di V e VI, con passaggi di VI+. Luca Vuerich e Massimo Laurencig, che ne hanno compiuto la prima invernale il 13 e 14 marzo 2009, hanno dichiarato difficoltà di VI continuo con passaggi di VIII-, su roccia assai insicura. In nemmeno due mesi i due realizzano sei vie nuove e una ripetizione.

### Il servizio militare e la morte

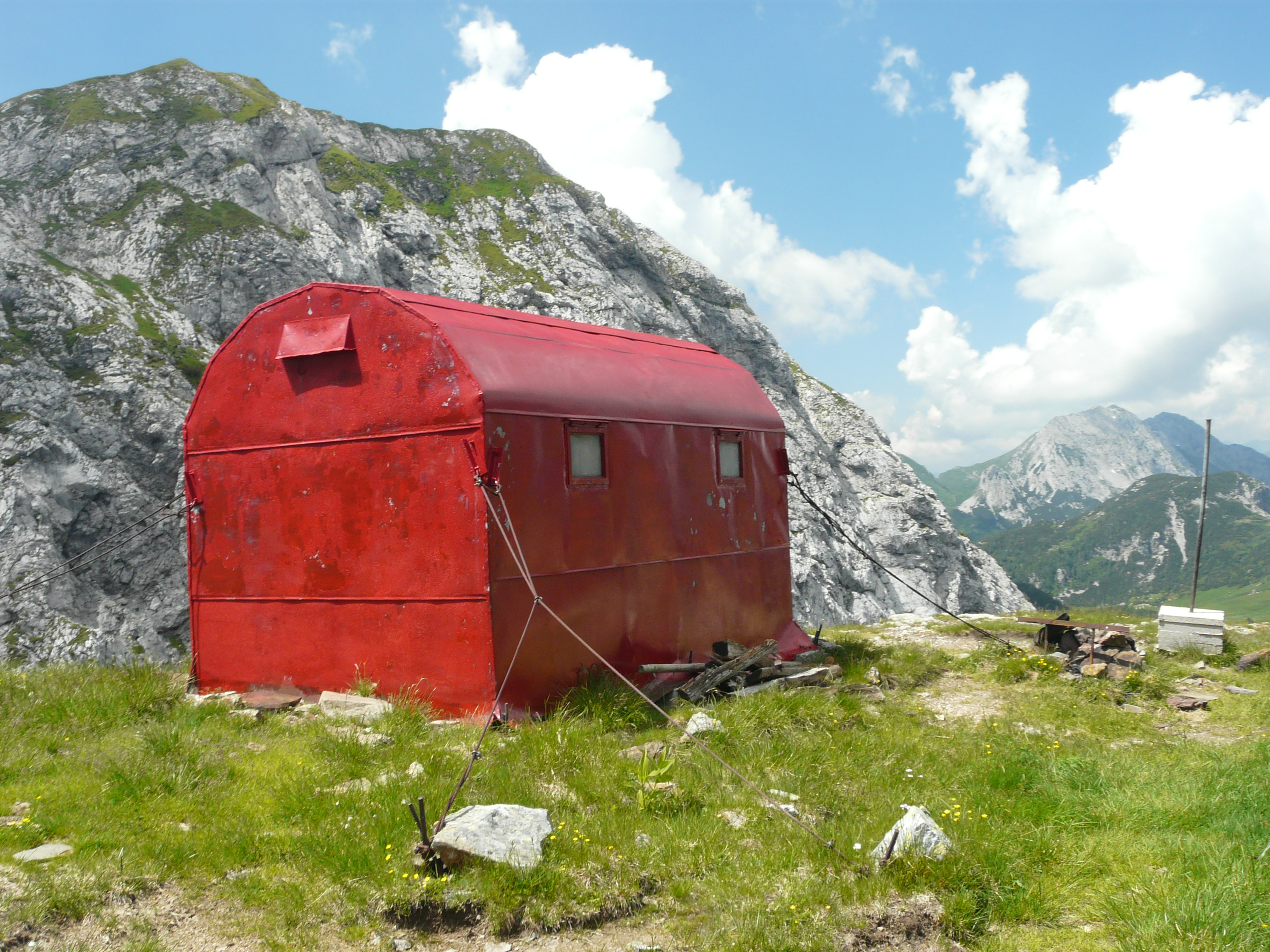
Il Bivacco Ernesto Lomasti

Lomasti, superato l'esame di maturità, è in attesa della chiamata di leva. Nel gennaio 1979 viene chiamato a presentarsi alla Scuola Militare di Addestramento Alpino (SMALP) di Aosta e assegnato agli esploratori.
Comincia così a frequentare per allenamento le rocce granitiche nei pressi di Arnad durante le libere uscite. Il 13 maggio 1979 apre la prima via su un pilastro inscalato della Corma di Machaby, poi chiamato "pilastro degli Esploratori" e oggi "pilastro Lomasti". Con gli scarponi rigidi ai piedi, assai poco adatti all'arrampicata su granito, assicurato da Enrico Ricchi apre con pochissime protezioni la "via del 94°", che respingerà i primi tentativi di ripetizione effettuati con scarpette di arrampicata e presenta diversi tiri valutati anni dopo 6a/6a+ obbligatorio nella scala francese.
Lomasti, tra i migliori del suo corso, rifiuta di entrare nel gruppo sportivo degli Alpini e di rimanere allo SMALP come istruttore. Viene quindi destinato alla caserma "Italia" di Tarvisio, dove il suo arrivo è previsto il 25 giugno. La sera del 12 giugno, caratterizzata da un forte temporale, viene notata la sua mancanza al contrappello. Un gruppo di allievi si reca quindi alla Corma di Machaby, dove Ernesto aveva riferito si sarebbe recato ad allenarsi. Il corpo di Lomasti viene ritrovato alla base della via "Topo Pazzo". Muore così quello che Piussi ha definito "il più forte alpinista friulano di sempre". Il funerale si tiene il 15 giugno a Pontebba, seguito da una folla imponente. La sua tomba si trova nel cimitero del paese natale.
Nel 1979 la sezione CAI di Pontebba installò sulla sella di Aip a quota 1.920 m s.l.m. un bivacco che ne ricorda il nome, le scalate e le imprese.